# 毛沙芦草
毛沙芦草（学名：Agropyron mongolicum var. villosum）为禾本科冰草属下的一个变种。